# Paepalanthus oxyphyllus
Paepalanthus oxyphyllus är en gräsväxtart som beskrevs av Friedrich August Körnicke. Paepalanthus oxyphyllus ingår i släktet Paepalanthus och familjen Eriocaulaceae. Inga underarter finns listade i Catalogue of Life.